# Cliffs of Dover
Cliffs of Dover è un brano musicale di Eric Johnson del 1990, dall'album Ah Via Musicom. Il titolo della canzone fa esplicitamente riferimento alle Scogliere Bianche di Dover.

## La canzone
È un pezzo completamente strumentale, in chiave di Sol maggiore e registrato dall'autore utilizzando principalmente una Gibson ES-335 e una Fender Stratocaster del 1954 per l'intro e l'inizio del solo.
La canzone vinse il Grammy Award 1991-1992 per la "migliore performance rock strumentale", davanti a Allman Brothers Band (Kind Of Bird), Danny Gatton (Elmira Street Boogie), Rush (Where's My Thing), Yes (Masquerade).
Nel 2007 è stata inserita nella lista dei brani giocabili nel videogioco Guitar Hero III.